# Roberto Visentini
Roberto Visentini (Gardone Riviera 2 de junho de 1957) foi um ciclista profissional italiano que esteve ativo entre 1978 e 1990 .
Foi o vencedor do Giro d'Italia da edição de 1986 .